# La noche en 24 horas
La noche en 24 horas és un programa de televisió informatiu d'Espanya, emès en horari nocturn des del 20 d'octubre de 2008 al Canal 24 Horas de Televisió Espanyola. El programa finalitza amb el repàs de la premsa nacional de l'endemà, pel periodista i redactor del programa, José Hervás.

## Història
El programa neix a la tardor de 2008 en el context de la renovació del  Canal 24 hores pel llavors recent nomenat director de la cadena, Juan Pedro Valentín. El primer presentador del programa va ser el periodista Vicente Vallés. El setembre de 2011, després de la seva marxa a Antena 3 per presentar Antena 3 notícies, va ser substituït pel periodista Xabier Fortes. Durant aquesta etapa, Raquel Martínez aprofundia en l'exposició de les notícies més destacades. Fortes només es va mantenir una temporada al capdavant del programa, ja que després de la designació de Julio Somoano com a director dels serveis informatius de TVE va ser rellevat del seu lloc a l'agost de 2012. El seu lloc va ser ocupat per Ana Ibáñez.
Ana Ibáñez després de finalitzar la temporada, el 18 de juliol de 2013 va ser substituïda al capdavant del programa pel periodista i director del Canal 24 Hores, Sergio Martín, que el presenta fins a agost de 2016 en convertir-se en el nou presentador i director de Los desayunos de TVE en substitució de María Casado. Víctor Arribas, tertulià del programa, el substitueix des del 5 de setembre de 2016 com a presentador i director, i Lara Siscar com a copresentadora. El setembre del 2017, Lara Siscar abandona la copresentació del programa per passar a presentar el matinal de cap de setmana del canal amb Mercedes Martel, sense ser substituïda. En setembre de 2018, Marc Sala substitueix a Víctor Arribas amb José Luis Agudo en la direcció durant aquesta temporada i a la següent, Sala assumeix també la direcció.
Al setembre de 2020, Xabier Fortes torna a fer-se càrrec de la direcció i presentació del programa, que el 22 de març de 2023 va estrenar un nou estudi amb millors capacitats tècniques, d'acord amb l'actual imatge dels informatius de TVE implementada el febrer del 2021 amb l'estrena de la nova imatge del Telediario, substituint els elements arquitectònics per pantalles gegants i espais diàfans on és més fàcil projectar imatges de realitat virtual.